# Computação em malha
A computação em malha ou computação unificada envolve a construção de uma malha computacional que consiste em nós interconectados que se parecem com um "trançado" ou "tecido" quando vistos/visualizados coletivamente à distância.
Geralmente, a frase se refere a um sistema de computação consolidado de alto desempenho, consistindo em funções de armazenamento, rede e processamento paralelo fracamente acopladas, ligadas por interconexões de banda larga (como Ethernet 10 Gigabit e InfiniBand), mas o termo também foi usado para descrever plataformas como a Plataforma de Serviços do Azure e a computação em grade em geral (onde o tema comum são nós interconectados que aparecem como uma única unidade lógica).
Os componentes fundamentais das malhas são "nós" (processador(es), memória e/ou periféricos) e "enlaces" (conexões funcionais entre nós). Embora o termo "malha" também tenha sido usado em associação com redes de área de armazenamento e com redes de malha comutada, a introdução de recursos de computação fornece um sistema de computação "unificado" completo. Outros termos usados para descrever essas malhas incluem "malha unificada", "malha de centro de dados" e "malha unificada de centro de dados".
Ian Foster, diretor do Instituto de Computação do Laboratório Nacional de Argonne e Universidade de Chicago sugeriu, em 2007, que as "malhas" de computação em grade estavam "prontas para se tornar a base das arquiteturas de TI corporativas da próxima geração e serem usadas por uma parte muito maior de muitas organizações".